# Boissy-Lamberville

Boissy-Lamberville este o comună în departamentul Eure, Franța. În 1 ianuarie 2022 avea o populație de 379 de locuitori.